# Kroatische Adria

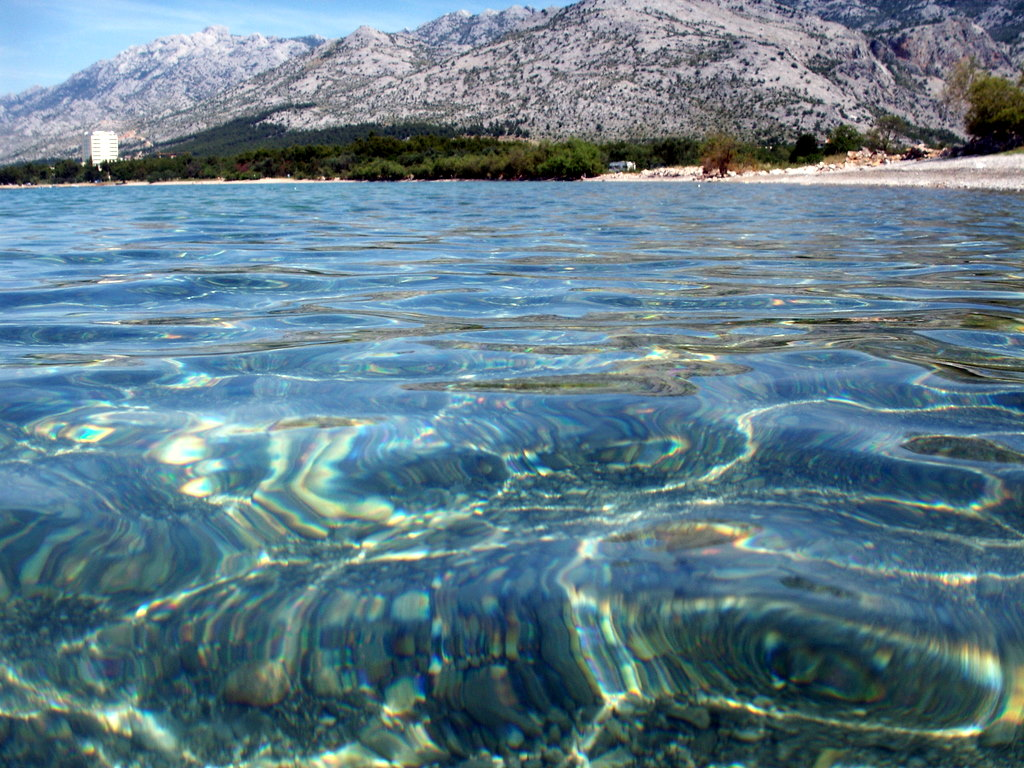
Nahe Starigrada Paklenica

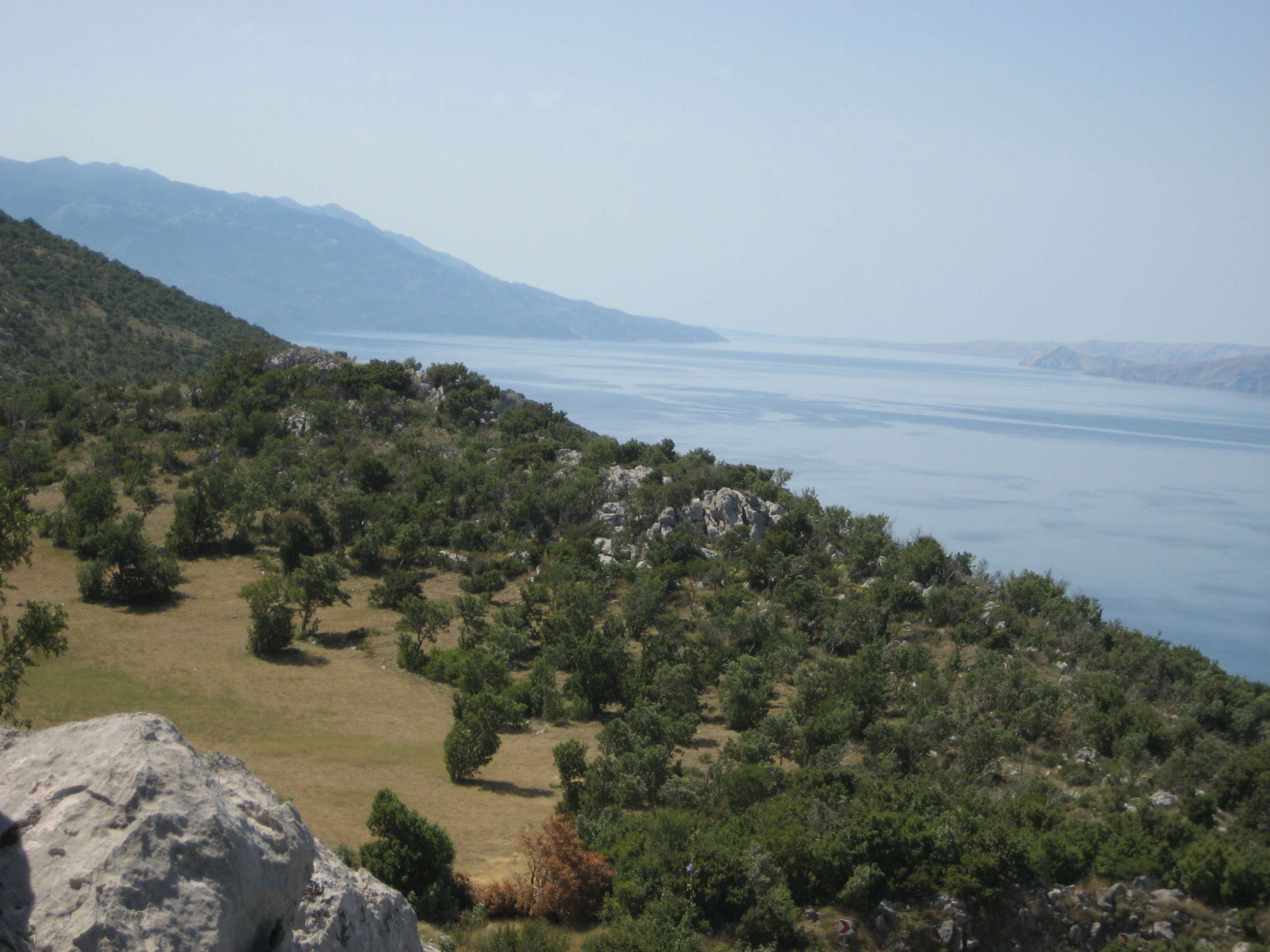
Kvarner-Bucht

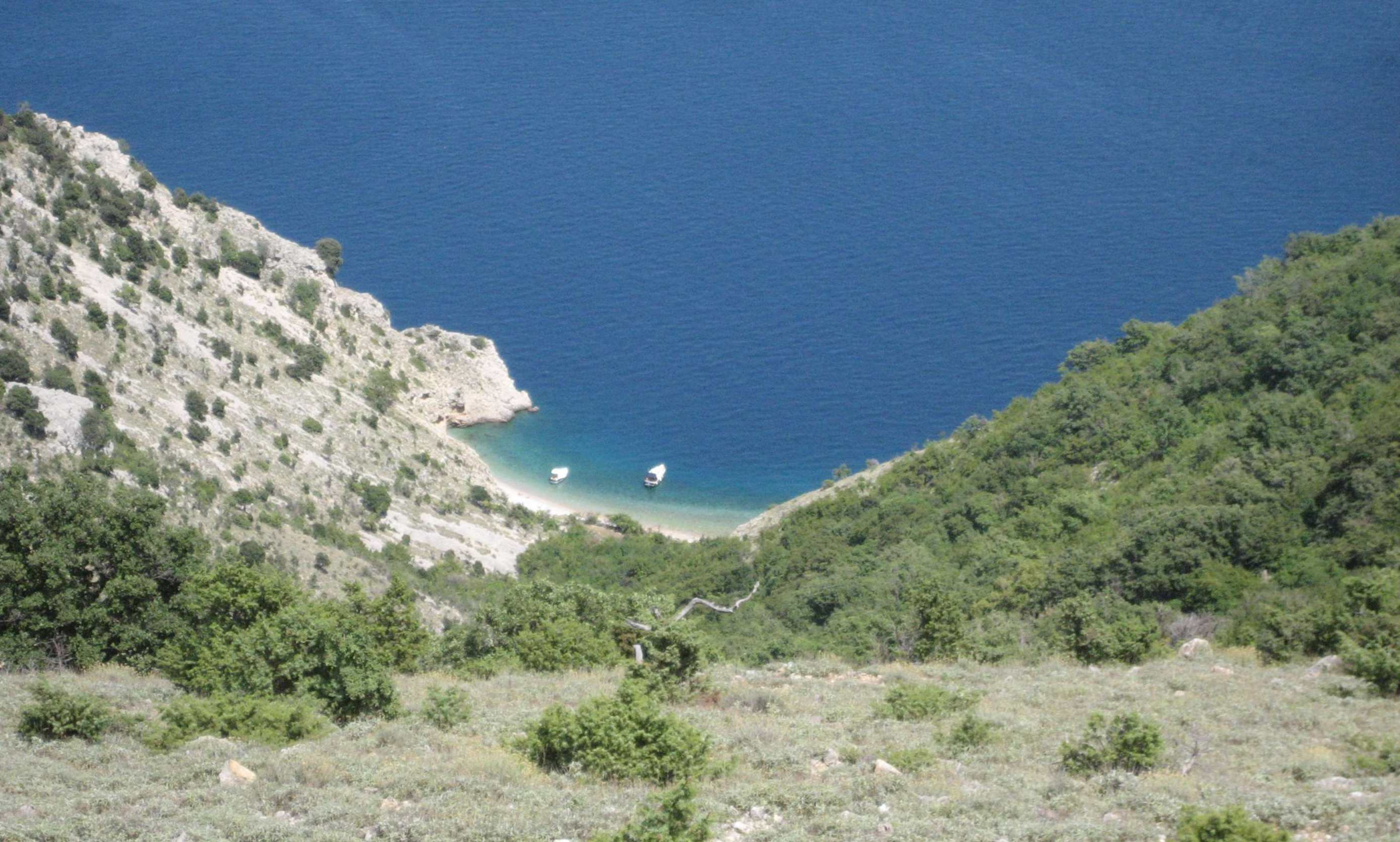
Landschaft auf der Insel Cres

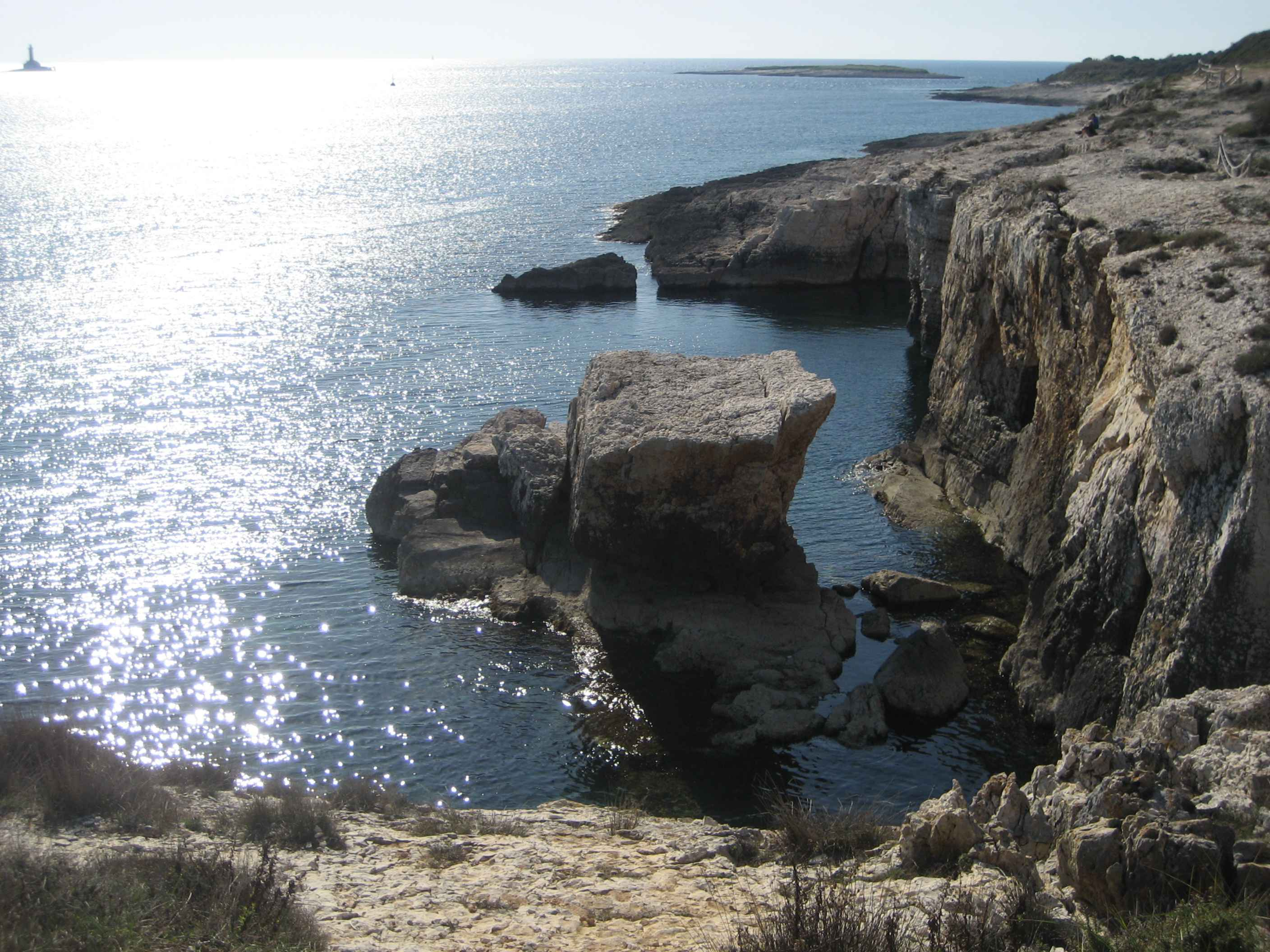
Steilküste am Kap Kamenjak

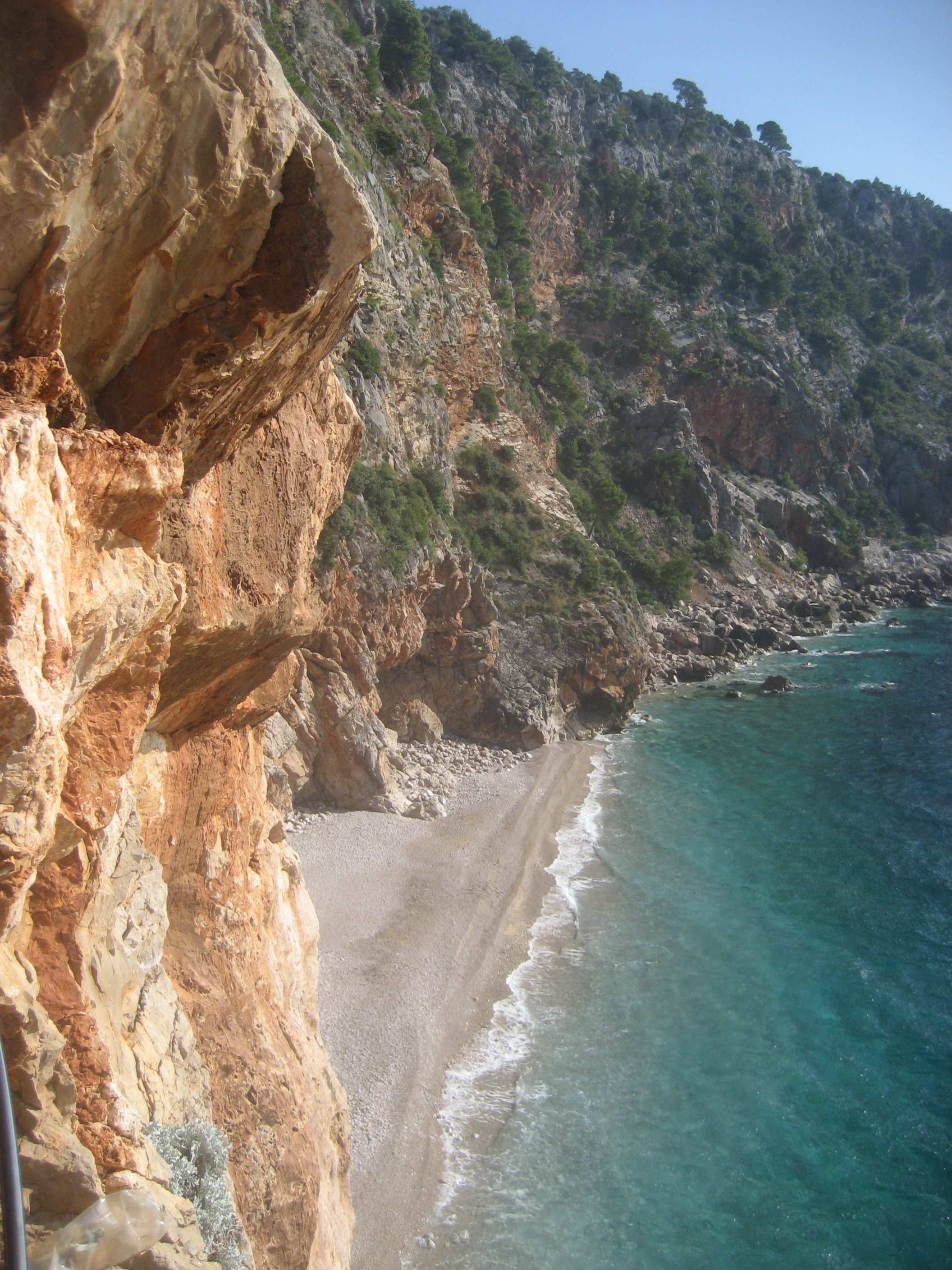
Konavoske stijene (nahe Cavtat).

Die Kroatische Adria (kroatisch Hrvatski Jadran) ist die Adriaküste Kroatiens. Sie ist vorwiegend verkarstet und erstreckt sich an der Ostküste der Adria zwischen der Halbinsel Prevlaka und der Savudrijska vala. Nördlich schließt die Slowenische Riviera, südlich die Montenegrinische Küste an.
Die Küstenlänge beträgt (ohne Inseln) 1.777 Kilometer und mit den Inseln über 6.000 Kilometer.

## Administrative Gliederung
Administrativ umfasst die kroatische Adriaküste die folgenden Gespanschaften:
- Gespanschaft Istrien
- Gespanschaft Primorje-Gorski kotar
- Gespanschaft Lika-Senj
- Gespanschaft Zadar
- Gespanschaft Šibenik-Knin
- Gespanschaft Split-Dalmatien
- Gespanschaft Dubrovnik-Neretva

## Touristische Regionen
Im Norden der kroatischen Küste befindet sich die Istrische Riviera. Weiter südlich schließt die Kvarner-Bucht an. Die Makarska Riviera ist die touristische Hochburg in der Gespanschaft Split-Dalmatien. Im äußersten Süden befindet sich die Konavle-Region.
Der Tourismus, Schiffbau und die Landwirtschaft sind die bedeutendsten Wirtschaftszweige. Das Klima ist mediterran.
Vor der zergliederten Küste mit zahlreichen Buchten befinden sich 1.185 Inseln, davon sind 67 bewohnt.
Die größten Städte sind Dubrovnik, Split, Zadar, Šibenik, Rijeka und Pula. Die kroatische Adriaküste ist durch die nach der staatlichen Unabhängigkeit neu erbaute Autobahn A1 sowie durch Eisenbahn und Luftverkehr mit dem Landesinneren und den Nachbarstaaten verbunden.
An der kroatischen Adria befinden sich drei Nationalparks: Nationalpark Mljet, Nationalpark Kornaten und der Nationalpark Brijuni und in der unmittelbaren Nähe befindet sich der Nationalpark Paklenica, Nationalpark Nord-Velebit, Nationalpark Risnjak und der Nationalpark Krka.